# Gas City
Gas City ist eine City im Grant County des US-Bundesstaats Indiana am Mississinewa River. Sie hat 5965 Einwohner.
Bürgermeister ist zurzeit der Republikaner Larry Leach.
Gas City liegt 40°29'17" Nord und 85°36'20" West.
Nach dem United States Census Bureau, erstreckt sich die Stadt über eine Fläche von 9,6 km² (3,7 mi²).

## Einwohner
Nach einer Zählung von 2000, leben 5940 Leute in Gas City, es gibt 2393 Haushalte, und 1643 Familien. Die Einwohnerdichte beträgt 618,2/km² (1599,2/mi²).
97,46 % der Einwohner sind weiß, 0,30 % African American, 0,32 % Native American (Indianischer Abstammung), 0,22 % Asiaten, 0,07 % der Bevölkerung stammen von den Inseln des Pazifik, 0,56 % sind anderer Herkunft, und 1,08 % können als „Mischlinge“ registriert werden. 1,52 % der Bevölkerung sind Latinos.